# Glossosoma hazbanicum
Glossosoma hazbanicum là một loài Trichoptera trong họ Glossosomatidae. Chúng phân bố ở miền Cổ bắc.